# لوک ایانگ
لوک ایانگ (انگلیسی: Luc Ayang؛ زادهٔ ۱۹۴۷) یک سیاست‌مدار اهل کامرون است.